# Átjáróház
Az Átjáróház egy 2022-es magyar Fantasy, romantikus film, melyet Madarász Isti rendezett Veres Attila forgatókönyvéből. A főszerepekben Rujder Vivien, Bárnai Péter, Kútvölgyi Erzsébet, Dobó Kata, Kulka János, Árpa Attila és Varga Veronika látható.
A film 2022. december 8-án került a hazai mozikba az InterCom forgalmazásában.

## Történet
Sokan mondják, hogy az igazi szerelem a síron túl is kitart, de kevesen hiszik el. És igazuk van: a szerelem addig tart, amíg az élet. Pár ritka kivételtől eltekintve.
Krisztián (Bárnai Péter) vagány, laza srác, és végre szerzett magának állást: egy hullaház portása lett. És halál szerelmes – volna. De a kiszemelt csaj, Ági (Rujder Vivien) az első találkozásuk után nem sokkal ügyfélként bukkan fel: balesetet követően hozzák a fagyasztóba. Csakhogy a szerelmes szív akkor is harcra kész, ha már nem dobog. Krisztián és Ági – bár egy világ választja el őket – nem nyugszik békében. És szerencsére a hullaház nem olyan csendes hely, mint kívülről látszik: éjszakánként bőven történnek olyan csodák, amelyeknek köszönhetően a fiatalok is újra találkozhatnak. Egyedül talán nem boldogulnának, de a segítségükre van pár jó szándékú és jó humorú tetem. Szükségük is lesz rá: mert a halál nem tréfál, és egy földöntúli hatalmú, az élőkért nem nagyon lelkesedő szellemlény (Kulka János), mindent elkövet, hogy véget vessen a bontakozó románcnak.

## Szereplők
| Szereplő         | Színész            |
| ---------------- | ------------------ |
| Krisztián        | Bárnai Péter       |
| Ági              | Rujder Vivien      |
| Ilus néni        | Kútvölgyi Erzsébet |
| Erzsébet         | Dobó Kata          |
| Boncmester       | Kulka János        |
| Halott Szentkúti | Árpa Attila        |
| Halott Juli      | Varga Veronika     |
| Halott Mészi     | Borsi-Balogh Máté  |
| Halott Mária     | Csombor Teréz      |
| Nővér            | Danis Lídia        |
| Kerner úr        | Galla Miklós       |
| Halott Peti      | Lestyán Attila     |
| Féllábú subás    | Lovas Pál          |
| Halott Sándor    | Mészáros Máté      |
| Halott Mari      | Nagy Mari          |
| Rendőrök         | Osbáth Norbert     |
| Rendőrök         | Osbáth Márk        |
| Színházi rendező | Pál András         |
| Halott Albert    | Székely B. Miklós  |
| Bányabanya       | Uhrik Dóra         |
|                  | Szekulesz Márk     |